# Émile Cartailhac

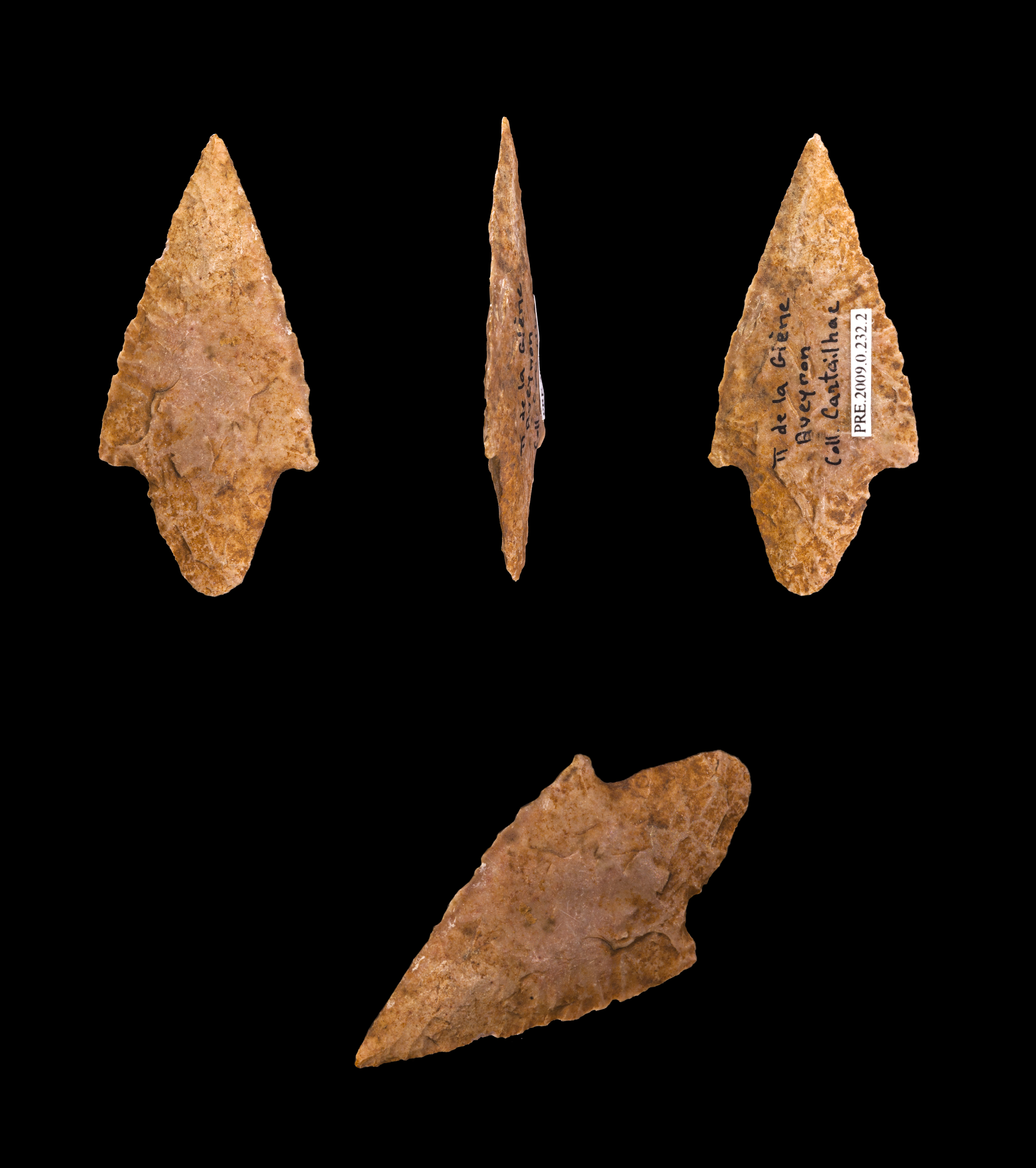
Ponta de flecha do Neolítico, Museu de Toulouse

Émile Cartailhac (Marselha, 1845 - Genebra, 1921) foi um arqueólogo francês.
Foi professor de antropologia em Toulouse, e um dos fundadores da arqueologia pré-histórica na França.